# ANThology
Pour les articles homonymes, voir Anthology.
Albums de Alien Ant Farm
Greatest Hits TruANT
Anthology, aussi typographié ANThology, est le premier véritable album de Alien Ant Farm sorti le 6 mars 2001.
Il contient notamment le titre Smooth Criminal, une reprise de Smooth Criminal de Michael Jackson qui a fait connaître le groupe. Le titre Wish faisait partie de l'OST de Tony Hawk's Pro Skater 3, et le titre Courage était dans les jeux Shaun Palmer's Pro Snowboarder, ATV Offroad Fury 2 et All Point Bulletin.
L'album a été récompensé par les disques de platine aux États-Unis et au Canada, ainsi qu'un disque d'or au Royaume-Uni.
Le morceau Movies, bien que 18e sur la Carte du Rock Alternatif, a fait preuve d'une certaine longévité en restant sur la carte plus de 30 semaines.[réf. nécessaire] Dans le clip, les quatre membres du groupe sautent à travers un écran de cinéma et interagissent avec les spectateurs en faisant plusieurs hommages à certains films, comme Charlie et la Chocolaterie, SOS Fantômes et Karaté Kid (The Karate Kid), avant que tous les spectateurs sautent eux aussi à travers l'écran pour rejoindre le groupe.

## Chansons
1. Courage – 3:30
2. Movies – 3:15
3. Flesh and Bone – 4:28
4. Whisper – 3:25
5. Summer – 4:15
6. Sticks and Stones – 3:16
7. Attitude – 4:54
8. Stranded – 3:57
9. Wish – 3:21
10. Calico – 4:10
11. Happy Death Day – 4:33
12. Smooth Criminal (reprise de Michael Jackson – 3:29
13. Universe – 9:07 (incluant la piste cachée Orange Appeal)